# توني جوزيف
توني جوزيف هو لاعب هوكي الجليد كندي، ولد في 1 مارس 1969.

## وصلات خارجية
- توني جوزيف على موقع دوري الهوكي الوطني (الإنجليزية)
- توني جوزيف على موقع EliteProspects.com (الإنجليزية)
- توني جوزيف على موقع HockeyDB.com (الإنجليزية)
- توني جوزيف على موقع Hockey-Reference.com (الإنجليزية)